# Unterseeboot V80
L'Unterseeboot V-80 ou V-80 est l'unique sous-marin expérimental allemand (U-Boot) de type V utilisé par la Kriegsmarine pendant la Seconde Guerre mondiale.
Le prototype a été construit en 1940 au chantier naval Germaniawerft à Kiel. Quatre hommes d'équipage étaient nécessaire pour faire fonctionner ce sous-marin non armé, construit uniquement à des fins de recherche, notamment pour tester le système de propulsion à turbine à base de peroxyde d'hydrogène Walter.
Le V-80 a effectué de nombreux essais et a notamment battu le record mondial de vitesse sous l'eau en atteignant 28 nœuds (52 km/h).
Le submersible a été retiré du service à la fin de l'année 1942, et a été sabordé (Opération Regenbogen) à Hela en mars 1945, pour éviter sa capture par les Alliés.
Avant le V-80, le sous-marin espagnol Ictíneo II était le seul à avoir utilisé ce système de propulsion autonome à base de réaction chimique, testé pour la première fois au XIXe siècle.
Ce sous-marin de poche a conduit à la conception du sous-marin allemand Type XVII.

## Conception
Sous-marin expérimental de poche non armé, le V-80 avait un déplacement de 73 tonnes en surface et 76 tonnes en plongée. Il avait une longueur hors-tout de 22,05 m, un maître-bau de 2,10 m, une hauteur de 5,65 m et un tirant d'eau de 3,20 m. Le sous-marin était propulsé par une hélice et une turbine Walter de 2 500 ch. Il était équipé d'une batteries d'accumulateurs pour les machines auxiliaires et sa capacité de gasoil était de 21 tonnes de H2O2.
Le sous-marin avait une vitesse max de 28 nœuds (52 km/h). Il avait un rayon d'action de 58 milles marins (93 km) à 28 nœuds (52 km/h). Son équipage était de quatre sous-mariniers.